# Paul Pöpperl
Paul Pöpperl (Herborn, 25 februari 2003) is een Duitse voetballer die doorgaans speelt als aanvallende middenvelder of schaduwspits.

## Clubcarrière
Pöpperl speelde in de jeugdopleiding van VfB Marburg en TSG Wieseck alvorens hij in 2022 de overstap maakte naar het beloftenteam van TSV Steinbach. Daar maakte hij op 31 juli 2022 zijn competitiedebuut in de Hessenliga als invaller tijdens een met 2-3 gewonnen uitwedstrijd bij SV Unter-Flockenbach, waarin hij direct zijn eerste competitiegoal scoorde. Na afloop van het seizoen maakte hij de overstap naar het beloftenteam van FC Schalke 04. Daar groeide hij in zijn eerste seizoen uit tot een vaste basisspeler. In juni 2024 tekende hij bij Schalke een tweejarig profcontract, waarna hij samen met ploeggenoot Emmanuel Gyamfi werd uitgeleend aan VVV-Venlo. Daar moest hij voornamelijk genoegen met invalbeurten. Om meer speelminuten te krijgen keerde de Duitser tijdens de winterstop terug naar zijn geboorteland en werd vervolgens door Schalke 04 verhuurd aan Viktoria Köln.

## Statistieken

### Beloften
| Seizoen                        | Club             | Competitie        | Competitie | Competitie | Overig | Overig | Totaal | Totaal |
| Seizoen                        | Club             | Competitie        | Wed.       | Dlp.       | Wed.   | Dlp.   | Wed.   | Dlp.   |
| ------------------------------ | ---------------- | ----------------- | ---------- | ---------- | ------ | ------ | ------ | ------ |
| 2022/23                        | TSV Steinbach II | Hessenliga        | 35         | 12         | –      | –      | 35     | 12     |
| 2023/24                        | FC Schalke 04 II | Regionalliga West | 33         | 5          | –      | –      | 33     | 5      |
| Totaal beloften                | Totaal beloften  | Totaal beloften   | 68         | 17         | 0      | 0      | 68     | 17     |
| Bijgewerkt op 10 augustus 2024 |                  |                   |            |            |        |        |        |        |

### Senioren
| 2024/25                              | → VVV-Venlo     | Eerste divisie  | 17 | 1  | 1 | 0 | – | – | 18 | 1  |
| 2024/25                              | → Viktoria Köln | 3. Liga         | 0  | 0  | 0 | 0 | – | – | 0  | 0  |
| Totaal senioren                      | Totaal senioren | Totaal senioren | 17 | 1  | 1 | 0 | 0 | 0 | 18 | 1  |
| Carrièretotaal                       | Carrièretotaal  | Carrièretotaal  | 85 | 18 | 1 | 0 | 0 | 0 | 86 | 18 |
| Bijgewerkt tot en met 3 januari 2025 |                 |                 |    |    |   |   |   |   |    |    |